# Сертиндол
Сертиндо́л — лекарственное средство, нейролептик. Впервые
одобрен к использованию в Европе с 1996 года. Регистрация лекарственного средства в Российской Федерации под торговым названием «Сердолект» — с августа 2005 года.
Негативное воздействие сертиндола на сердечную деятельность привело к тому, что в 1998 году он был изъят из продажи в ряде стран, однако последующие исследования позволили вернуть в клиническую практику этот препарат.

## Фармакологическое действие
Атипичный нейролептик, производное фенилиндола. Оказывает антипсихотическое действие, обусловленное селективной блокадой мезолимбических дофаминергических нейронов и сбалансированным ингибирующим действием на центральные дофаминовые D2-рецепторы и серотониновые 5-НТ2 рецепторы, а также на альфа1-адренергические рецепторы. Не влияет на мускариновые и H1-гистаминовые рецепторы, редко повышает уровень пролактина.

## Фармакокинетика
Хорошо абсорбируется из желудочно-кишечного тракта, TCmax — 10 ч. Приём пищи не оказывает влияния на степень абсорбции. Связь с белками — 99,5 %. Метаболизируется в печени при участии цитохрома P450 CYP2D6 и CYP3А с образованием неактивных метаболитов. T½ — около 3 дней. Проникает через ГЭБ и плацентарный барьер. Сертиндол и его метаболиты выводятся в основном с калом и частично с мочой. Гемодиализ не влияет на фармакокинетику препарата.

## Показания
Лечение шизофрении. Сертиндол не рекомендуется назначать в экстренных ситуациях для купирования острых психотических расстройств в связи с его слабым седативным действием. Монотерапия сертиндолом не рекомендуется при выраженном психомоторном возбуждении в рамках острого психотического состояния.

## Способ применения и дозы
Дозировку сертиндола необходимо наращивать постепенно во избежание гипотензивных эффектов. Назначают внутрь вне зависимости от приёма пищи начиная с 4 мг в сутки, постепенно повышая суточную дозу на 4 мг каждые 4—5 дней до получения терапевтического эффекта в диапазоне от 12 до 20 мг\сут. Наивысшей допустимой дозой является 24 мг\сут.
Возможно начало терапии сердолектом с постепенным наращиванием суточной дозы и одновременным прекращением перорального приёма другого нейролептика. При использовании в лечении пролонгированных форм нейролептиков сердолект назначается вместо следующей инъекции депо.

## Побочные действия
Экстрапирамидные расстройства (нейролептический синдром), в том числе поздняя дискинезия, при применении сертиндола развиваются с частотой, сопоставимой с использованием плацебо. Из других неврологических нарушений возможны миалгия, головная боль, головокружение, судорожные расстройства (с осторожностью назначается пациентам с судорожными припадками в анамнезе), парестезии.
Злокачественный нейролептический синдром: развитие маловероятно.
Психические побочные действия: седативный эффект, сонливость, бессонница, астения, депрессия.
Возможные вегетативные побочные эффекты, обусловленные адренолитической и холинолитической активностью сертиндола, в порядке убывания частоты проявления: уменьшение объема эякулята; головокружение; сухость во рту; гипотензия ортостатическая (постуральная), носящая транзиторный (преходящий) характер.
Со стороны сердечно-сосудистой системы: при лечении сертиндолом удлиняется интервал QT. Возможны пароксизмы желудочковой тахикардии (типа «torsade de pointes»).
Со стороны желудочно-кишечной системы: диспепсия, запор, тошнота.
Со стороны дыхательной системы: ринит и затруднение дыхания носом, одышка.
Возможные обменные и эндокринные нарушения: увеличение массы тела (идентично с показателями у пациентов, принимавших рисперидон); гипергликемия (отмечены изменения у 4% больных, получавших лечение сертиндолом, в сравнении с 2% больных, принимавших плацебо); развитие периферических отёков.
Холестерин общий, триглицериды, пролактин, глюкоза: клинически значимое повышение на фоне приёма сертиндола происходит редко.

## Лекарственные взаимодействия
Запрещено использование в сочетании с препаратами, удлиняющими интервал QT или ингибирующими метаболизм сертиндола (участие цитохромов P4502D6 и P4503A).
Верапамил, дилтиазем, эритромицин: при одновременном применении незначительное увеличение (менее 25 %) концентрации сертиндола в плазме.
Карбамазепин, рифампицин, фенитоин, фенобарбитал: при одновременном применении снижение концентрации сертиндола в плазме.
Пароксетин, флуоксетин, хинидин (ингибируют цитохром P450 2D6): при одновременном применении увеличение концентрации сертиндола в плазме. Рекомендовано проведение ЭКГ до и после изменения дозы данных препаратов.

## Исследования на животных
По имеющимся научным данным, сертиндол у животных подавлял мезолимбическую дофаминовую активность с незначительным влиянием на область чёрного вещества и полосатого тела (нигростриальная зона), с подтверждением редуцирующего воздействия на симптоматику психотического уровня без развития экстрапирамидных неврологических побочных эффектов (паркинсонизм, гиперкинезы).

## Противопоказания и меры предосторожности
Пациентам с сердечно-сосудистыми нарушениями (аритмии, инфаркт миокарда в анамнезе) сертиндол назначать с осторожностью. Сертиндол может вызывать серьёзные сердечно-сосудистые осложнения, в том числе приводящие к летальным исходам. Во время лечения этим препаратом необходим регулярный контроль ЭКГ: при достижении стабильного состояния (через 3—4 недели по достижении полноценной дозы), а также каждые 3 месяца в ходе долгосрочного лечения.
Препарат противопоказан при удлинении интервала QT у мужчин свыше 450 мс, у женщин — 470 мс, при печёночной, почечной недостаточности, наличии у пациента в прошлом судорожных припадков.
Отсутствуют научные данные о безопасности применения при беременности и кормлении грудью. При беременности не рекомендован к назначению. Грудное вскармливание следует прекратить при необходимости применения сертиндола.
Не рекомендуется к применению у детей и подростков до 18 лет, поскольку опыт применения к данной категории пациентов отсутствует.
Не рекомендуется в период приема сертиндола управлять автотранспортным средством, работать с движущимися механизмами до выяснения индивидуальной реакции организма на препарат.